# Greville Wynne
Pour les articles homonymes, voir Wynne.
Greville Maynard Wynne (né le 19 mars 1919 et mort le 28 février 1990) est un ingénieur et homme d'affaires britannique recruté par le Secret Intelligence Service (SIS) en raison de ses voyages fréquents en Europe de l'Est. 

## Biographie
Il est devenu notable pour avoir agi comme intermédiaire pour apporter à Londres des informations classées top-secret fournies par l'agent secret soviétique Oleg Penkovsky.
Ils ont tous deux été arrêtés par le KGB en octobre 1962 et reconnus coupables d'espionnage. Penkovsky est exécuté l'année suivante ; Wynne est condamné à huit ans de prison à la Loubianka, il est libéré en avril 1964 par échange d'espion.
Dans le film Un espion ordinaire (2021), Benedict Cumberbatch joue son rôle.